# MKTO
MKTO är en amerikansk musikgrupp bildad i Los Angeles, Kalifornien 2012, bestående av medlemmarna Malcolm Kelley (som bland annat har varit med i TV-serien Malcolm - Ett geni i familjen) och Tony Oller. De släppte sin första singel "Thank You" den 4 januari 2013 (egentligen den 20 november 2012). Den andra singeln, "Classic" som släpptes den 20 juni 2013 har spelats på radio flitigt (bland annat i Sverige) och har blivit en stor hit världen över.